# Cyphon venustus
Cyphon venustus es una especie de coleóptero de la familia Scirtidae. El nombre científico de la especie fue publicado por primera vez en 1977 por Klausnitzer.

## Distribución geográfica
Habita en Madagascar.